# Гринцевич Степан Іванович
Степан Іванович Гринцевич (26 листопада 1919 — 15 квітня 1984) — учасник німецько-радянської війни, повний кавалер ордена Слави.

## Біографія
Народився 26 листопада 1919 року у селі Слобода (нині у Народичського районі Житомирської області. Українець. Навчався у Малинському лісотехнікумі.
У Червоній Армії з 1939 року. Служив у Західній Білорусі. У червні 1941 року там же його застала війна. З боями відступав до Єльця. У листопаді 1941 року зарахований розвідником у 3-ю кавалерійську дивізію. Брав участь у розгромі єлецького угруповання противника. У грудні того ж року дивізія була перетворена у 5-у гвардійську. В її складі С. І. Гринцевич брав участь у Сталінградській битві, боях на Донбасі, у Смоленській операції. За бої під Смоленськом нагороджений орденом Червоної Зірки. Знову відзначився у боях за звільнення Білорусі.
Командир відділення окремого розвідувального ескадрону 5-ї гвардійської кавалерійської дивізії гвардії сержант Гринцевич 24 листопада 1943 року біля села Зезуля разом з бійцями вийшов у тил противника, що допомогло ескадрону виконати бойове завдання. Був поранений, але продовжував командувати відділенням. При цьому одного гітлерівця вбив і одного взяв у полон.
Наказом командира 5-ї гвардійської кавалерійської дивізії від 28 листопада 1943 року за мужність, проявлену у боях з ворогом, гвардії сержант Гринцевич нагороджений орденом Слави 3-го ступеня.
28 червня 1944 року під час Білоруської операції у районі села Смоляни Гринцевич з кінним роз'їздом захопив автомобіль з шістьма гітлерівцями. Особисто знищив вісім солдатів противника. У липні під містом Гродно полонив двох німців, які повідомили цінну інформацію.
8 вересня 1944 року гвардії сержант Гринцевич нагороджений орденом Слави 2-го ступеня.
Наприкінці липня 1944 року він був поранений. Після лікування у шпиталі повернувся у свою частину. Брав участь у боях у Східній Пруссії.
31 січня 1945 року гвардії старший сержант Гринцевич на чолі групи виконував завдання з ліквідації дрібних груп противників у тилу радянських військ. Особисто подавив дві кулеметні точки і знищив їх розрахунки. Кілька ворожих солдатів захопив у полон.
Надалі у складі дивізії вийшов до Ельби. 2 травня 1945 року С. І. Гринцевич на чолі кінного роз'їзду у районі міста Перлеберг виявив рухому групу німців, що намагалися вирватися з оточення. Вмілим маневром він відрізав ворогові шлях відходу і раптовою атакою знищив 14 німецьких солдат, з них особисто — шість. При цьому були захоплені дві автомашини, три вози, шість коней та взято у полон десять ворожих солдатів, отримані цінні розвіддані.
Указом Президії Верховної Ради СРСР від 29 червня 1945 року за мужність, відвагу та героїзм, проявлені у боротьбі з загарбниками, гвардії старший сержант Гринцевич Степан Іванович нагороджений орденом Слави 1-го ступеня.
Демобілізований у 1946 році. Працював головою сільради. У 1949 році закінчив Малинський лісотехнікум. Працював у ліспромгоспах Великолукської, Київської, Нижегородської областей, потім техніком-лісоводом Левківського лісництва Житомирської області. Жив у селі Левків. Член КПРС з 1954 року.
Нагороджений орденами Червоної Зірки, Слави 1-го, 2-го та 3-го ступенів, медалями.
Помер 15 квітня 1984 року.